# Михалис Пападопулос (депутат)
Михаил (Михалис) Георгиу Пападопулос (на гръцки: Μιχάλης Γεωργίου Παπαδόπουλος) е гръцки политик от Нова демокрация.

## Биография
Роден е в 1962 година в кайлярското село Кърмища. Завършва Технологическия педагогически институт в Пирея, департамент по електроника. Избиран е за депутат от Кожани в 2000 година (10 500 гласа), 2004 (13 197 гласа), 2007 (16 066 гласа), октомври 2009 (14 953 гласа) и на 17 юни 2012 година. Член е на Комисията за гърците от емиграцията и на комисията за производство и търговия. От януари до септември 2009 година е секретар за земеделското развитие във Второто правителство на Костас Караманлис.